# Homologation des véhicules
 (mars 2024).
 (mars 2024).
L'homologation est la certification de la conformité d'un produit à une norme ou à une réglementation. Elle a pour finalité de garantir au consommateur que le produit qu'il achète correspond à ce qu'il est en droit d'en attendre.
Le principal objectif de la législation européenne ou nationale concernant l'homologation des véhicules est de garantir que les nouveaux véhicules, composants et entités techniques mis sur le marché présentent un degré élevé de sécurité et de protection environnementale.
Un certificat de conformité, nommé « COC » (« Certificate of conformity »), constitue une déclaration délivrée par le constructeur du véhicule à l’acheteur en vue de garantir à celui-ci que le véhicule qu’il a acquis est conforme à la législation communautaire ou nationale en vigueur au moment de sa production. Il existe deux types de COC : un certificat de conformité européen dit « certificat de conformité à un type CE », et un certificat de conformité national, qui correspond à un type de véhicule fabriqué en petite série.
Le certificat de conformité à un type CE permet également aux autorités compétentes des États membres d’immatriculer des véhicules complets sans exiger du demandeur qu’il fournisse des documents techniques supplémentaires.
Le règlement (UE) 2018/858 du Parlement européen et du Conseil du 30 mai 2018, permet aux constructeurs de mettre à disposition des autorités chargées de l'homologation et de l’immatriculation des véhicules le certificat de conformité sous forme de données électroniques structurées dit « certificat de conformité électronique » ou eCoC.

## Terminologie de l'Union européenne
« Homologation » et « réception » sont synonymes.
| Langue française                                               | Langue anglaise              | Signification                                                                                  |
| -------------------------------------------------------------- | ---------------------------- | ---------------------------------------------------------------------------------------------- |
| réception par type (langage UE) homologation (langage CEE-ONU) | type-approval                | acte où un État certifie qu’un type de véhicule satisfait aux exigences techniques applicables |
| réception nationale par type                                   | national type-approval       | acte de réception par un État limité au territoire d'un État membre                            |
| réception CE par type                                          | EC type-approval             | acte de réception par un État selon les dispositions européennes                               |
| type de véhicule                                               | type of vehicle              | véhicules identiques au moins par les aspects essentiels                                       |
| fiche de réception par type                                    | type-approval certificate    | document de certification de réception                                                         |
| fiche de réception CE par type                                 | EC type-approval certificate | document de certification de réception selon le droit de l'UE                                  |
| certificat de conformité                                       | certificate of conformity    | document par lequel le constructeur certifie que son véhicule est conforme au type réceptionné |

## Union européenne

### Réception CE par type et réception UE par type
La « réception CE par type » ou la « réception UE par type » est l'acte par lequel un état membre de l'Union européenne certifie qu'un type de véhicule, de système ou d'équipement satisfait aux dispositions administratives et aux exigences énumérées : 
Pour une réception CE par type : 
- à l'annexe IV ou à l'annexe XI de la directive 2007/46/CE modifiée [3] pour les véhicules des catégories internationales M, N et O (respectivement transport de passagers, transport de marchandises et véhicules remorqués).

| Catégories concernées                                                         | Nouveaux types de véhicules obligatoire | Types de véhicules existants obligatoire |
| ----------------------------------------------------------------------------- | --------------------------------------- | ---------------------------------------- |
| M1                                                                            | 29 avril 2009                           | s.o.                                     |
| Véhicules à usage spécial de la catégorie M1                                  | 29 avril 2011                           | 29 avril 2012                            |
| Véhicules incomplets et complets de la catégorie N1                           | 29 octobre 2010                         | 29 octobre 2011                          |
| Véhicules complétés de la catégorie N1                                        | 29 octobre 2011                         | 29 avril 2013                            |
| Véhicules incomplets et complets des catégories N2, N3, O1, O2, O3 et O4      | 29 octobre 2010                         | 29 octobre 2012                          |
| Véhicules incomplets et complets des catégories M2 et M3                      | 29 avril 2009                           | 29 octobre 2010                          |
| Véhicules à usage spécial des catégories N1, N2, N3, M2, M3, O1, O2, O3 et O4 | 29 octobre 2012                         | 29 octobre 2014                          |
| Véhicules complétés des catégories N2 et N3                                   | 29 avril 2010                           | 29 octobre 2014                          |
| Véhicules complétés des catégories M2 et M3                                   | 29 avril 2010                           | 29 octobre 2011                          |
| Véhicules complétés des catégories O1, O2, O3 et O4                           | 29 octobre 2011                         | 29 octobre 2013                          |

Pour une réception UE par type :
- à l'annexe II, parties I et II ou annexe IV, partie III du règlement (UE) 2018/858 pour les véhicules des catégories internationales M, N et O (respectivement transport de passagers, transport de marchandises et véhicules remorqués).
- à l'annexe II du règlement (UE) n° 168/2013 pour les véhicules de catégorie L (2/3 roues et quadricycles)
- à l'annexe II du règlement (UE) n° 167/2013 pour les tracteurs agricoles et forestiers, remorques et engins interchangeables tractés (catégories T, C, R et S).

Pour les véhicules conformes à une réception CE par type ou une réception UE par type , le constructeur délivre un certificat de conformité (COC) permettant l'immatriculation dans tout état membre de l'Union européenne. 
Le numéro de réception CE par type ou de réception UE par type se compose de quatre parties pour les réceptions de véhicules complets : 
- Partie 1 : Un «e» minuscule suivi du numéro de l'État membre qui délivre la réception CE:

- Partie 2 : Le numéro de la directive ou du règlement de base.

- Partie 3 : Un nombre séquentiel de quatre chiffres (commençant par des zéros, le cas échéant)

- Partie 4 : Un nombre séquentiel de deux chiffres (commençant par des zéros, le cas échéant) identifiant l'extension.

Exemple de deuxième extension d'une quatrième réception de véhicule émise par la France : e2*2007/46*0004*02
Exemple de numéro de réception estampé sur la plaque réglementaire du véhicule : e2*2007/46*0004

### Réception CE par type de petites séries
Les États membres accordent, selon la procédure prévue : 
- une réception CE par type pour un type de véhicule satisfaisant au moins aux exigences figurant dans l'appendice de l'annexe IV de la directive 2007/46/CE
Exemple de numéro de réception estampé sur la plaque réglementaire du véhicule : e13*KS07/46*0001*00

### Autres réceptions: nationales et individuelles
Chaque autorité compétente en matière de réception d'un état membre de l'Union européenne peut procéder à des réceptions nationales par type ou des réceptions individuelles. La validité de la réception par type ou individuelle est limitée au territoire de l’État membre qui l’a accordée.

#### Réception nationale par type de petites séries dites réception NKS
Une réception par type pour un type de véhicule produit dans les limites quantitatives énoncées dans l'article 23 de la directive 2007/46/CE ou de l'article 23 du règlement (UE) 2018/858.
La réception nationale par type de petites séries est une réception conduisant à la production de véhicules :
- complets (prêt à l'emploi) ;
- incomplets (non prêt à l'emploi, nécessite au moins encore une étape pour qu'ils soient complets) ;
- complétés (dernière étape conduisant aux véhicules complets).
Exemple de numéro de réception par type nationale octroyée par les Pays-Bas pour un véhicule produit en petite série : e4*NKS*0001*00.

#### Réception individuelle
Une « réception individuelle » est l'acte par lequel un État membre certifie qu'un véhicule donné, qu'il soit unique ou non, satisfait aux dispositions administratives et aux exigences techniques applicables (article 24 de la directive 2007/46/CE ou articles 44 et 45 du règlement (UE) 2018/858.
Selon la directive 2007/46/CE : applicable à partir du 28/02/2012
- Une réception individuelle d'un véhicule complet appartenant à la catégorie M1 ou N1, produit en grandes séries dans ou pour des pays tiers, satisfait au moins aux exigences de l'appendice 2 de l'annexe IV de la directive 2007/46/CE modifiée (Réception individuelle harmonisée ou "Individual Vehicle Approval : RIH ou IVA). Ces réceptions individuelles sont obligatoires à compter du 28/02/2012 pour les voitures particulières et les camionnettes neuves produites en grande série dans ou pour des pays tiers (États-Unis, Japon, etc.) en application de l'article premier de la dite directive.

- Une réception individuelle (autre que celle satisfaisant aux prescriptions de l'appendice 2 de l'annexe IV de la directive 2007/46/CE modifiée) : les États membres peuvent dispenser de l’application d’une ou de plusieurs dispositions d’un ou de plusieurs actes réglementaires mentionnés à l’annexe IV ou à l’annexe XI.

Conformément à l’article 24, paragraphe 6, leur validité est limitée au territoire de l’État membre qui a accordé la réception et les autres États membres peuvent refuser de telles réceptions. 
Selon le règlement (UE) 2018/858 : applicable à partir du 01/09/2020 
- Une réception UE individuelle d'un véhicule complet appartenant à la catégorie M1 ou N1 satisfait au moins aux exigences énoncées dans l'annexe II, partie I, appendice 2 ou, pour des véhicules à usage spécial, dans l'annexe II, partie III.
- Une réception nationale individuelle : Les États membres peuvent dispenser de l'obligation de se conformer aux prescriptions du règlement ou à celles énoncées dans les actes réglementaires énumérés à l'annexe II.

La validité de la réception nationale individuelle d'un véhicule est limitée au territoire de l'État membre qui a accordé la réception nationale individuelle; elle s'applique également aux véhicules qui ont fait l'objet d'une réception par type conformément au présent règlement et qui ont été modifiés avant leur première immatriculation ou mise en service.

## En France

### Réception CE par type
Les réceptions CE par type des catégories internationales M, N, O, T, C, R, S et L sont délivrées par le « Centre National de Réceptions des Véhicules »,  service désigné par l'autorité compétente pour délivrer les réceptions CE par type des véhicules produits en grande série et petite série, ainsi que les composants, systèmes et entités techniques distinctes destinés à ces véhicules.
Depuis le 1er janvier 2019, le CNRV est devenu un service à compétence nationale rattaché à la sous-direction de la sécurité et des émissions des véhicules de la direction générale de l'énergie et du climat du ministère de la transition écologique.
Historique :
Anciennement dénommé dans le code de la route « Service des Mines », le CNRV était une entité du Service Énergie Climat et Véhicules de la Direction régionale et interdépartementale de l'environnement et de l'énergie d'Île-de-France (DRIEE d'Île-de-France) qui depuis le 1er juillet 2010 remplace la DRIRE d'Île-de-France.

### Autres réceptions et procédures
Avant sa mise en circulation et en l'absence de réception CE par type du véhicule complet, tout véhicule à moteur ou toute remorque doit faire l'objet d'une réception nationale soit par type, soit à titre individuelle à la demande du constructeur ou de son représentant.
Les réceptions nationales, individuelles et à titre isolé sont prononcées par les DREAL, DRIEAT et DEAL désignées comme services techniques chargés des réceptions par le MTE.

#### Réception nationale par type de petites séries dites réception NKS
Une réception par type pour un type de véhicule produit dans les limites quantitatives fixées à l'annexe 2 satisfait au moins aux exigences de l'annexe 3 de l'arrêté du 4 mai 2009 relatif à la réception des véhicules à moteur, de leurs remorques et des systèmes et équipements destinés à ces véhicules en application de l'article 23 de la directive 2007/46/CE.

#### Réception individuelle ou à titre isolé
Une « réception à titre isolé » ou « réception individuelle » est une réception d'un seul véhicule, qui peut être neuf ou d'occasion. Ce type de réception est réalisé par le réseau DRIEE/DREAL/DEAL. Une réception à titre isolé concerne essentiellement des véhicules usagés importés non homologués en France ou des véhicules ayant subi une transformation notable, par exemple les motos débridées, les véhicules utilitaires transformés en mobile home, des véhicules dont la carrosserie a été modifiée, etc..
Une réception individuelle (autre que celle satisfaisant aux prescriptions de l'appendice 2 de l'annexe IV de la directive 2007/46/CE modifiée) satisfait au moins aux exigences de l'annexe 3 bis de l'arrêté du 4 mai 2009 modifié. Ces réceptions sont obligatoires depuis le 1er juillet 2015.
Depuis le 30/09/2020, la réception individuelle nationale selon le règlement (UE) 2018/858 est obligatoire. Une réception individuelle satisfait au moins au niveau d'exigence prescrit par l'annexe 2 bis de l'arrêté du 11 janvier 2021 qui peut être remplacé par celui prescrit par l'annexe II du règlement UE 2018/858.

#### Procédure de reconnaissance d'une réception NKS ou d'une réception individuelle
La « reconnaissance d'une NKS ou d'une réception individuelle » d'un véhicule importé d'un État membre de l'Union européenne neuf ou immatriculé peut être établi par les DREAL, DRIEAT et DEAL sous la forme d'une attestation d'identification, sous réserve que le niveau d'exigence de chacun des domaines réglementaires de la réception NKS ou de la réception individuelle prononcée par l'état membre soit au moins égal à celui prescrit dans l'annexe 4 ou l'annexe 3 bis de l'arrêté du 4 mai 2009 modifié.

#### Transformation d'un véhicule
En application du code de la route et des textes connexes, la transformation ou l'aménagement d'un véhicule neuf ou usagé de moins de 30 ans nécessite obligatoirement une nouvelle réception soit :  
- une réception individuelle pour un véhicule neuf  
- une réception à titre isolé pour un véhicule usage  
- un agrément de prototype pour un véhicule usagé :  
L'agrément de prototype est l'acte de réception par lequel il est constaté qu'un type de véhicule usagé transformé en série satisfait aux exigences techniques du code de la route.  
Un agrément de prototype est délivré à un fabricant par le Centre National de Réceptions des Véhicules, l'installateur habilité délivre une attestation d'installation; par exemple ;
-  agrément de prototype transformation réversible et l’immatriculation des voitures particulières (VP) transformées en véhicules utilitaires (dériv-vp).
-  agrément de prototype pour la conversion des véhicules à motorisation essence en motorisation à carburant modulable essence - superéthanol E85
-  agrément de prototype pour la transformation des véhicules à motorisation thermique en motorisation électrique à batterie ou à pile à combustible

### Tableau de synthèse des différentes homologations
| Type de réception                              | Texte de base applicable ou règlement (UE) | Organisme compétent           | Catégorie de véhicule | Validité de la réception                                                                                      |
| ---------------------------------------------- | --- | ----------------------------- | --- | --- |
| Réception CE par type ou réception UE par type | - arrêté du 4 mai 2009 transposant la directive 2007/46/CE ou Règlement (UE) 2018/858 - règlement (UE) n° 168/2013 - règlement (UE) n° 167/2013 | CNRV                          | - Véhicule neuf des catégories internationales M, N et O - Véhicule neuf des catégories internationales L - Véhicule neuf catégories internationales T, C, R et S | Validité dans tous les États membres de l'Europe                                                              |
| Réception nationale par type de petites séries | - arrêté du 4 mai 2009 transposant la directive 2007/46/CE ou le règlement (UE) 2018/858]                                                       | DREAL, DRIEAT ou DEAL         | - Véhicule neuf des catégories internationales M, N, O,T, C et L | Validité nationale. Procédure de reconnaissance possible par une autorité d'un autre Etat membre de l'Europe. |
| Réception individuelle 2007/46/CE              | - arrêté du 4 mai 2009 | DREAL, DRIEAT ou DEAL ou CNRV | - Véhicule neuf des catégories internationales M, N, O (excepté un véhicule complet M1 ou N1) - Véhicule complet des catégories internationales M1 et N1 | Validité nationale. Procédure de reconnaissance possible par une autorité d'un autre Etat membre de l'Europe. |
| Réception individuelle nationale UE/2018/858   | - arrêté du 11 janvier 2021 | DREAL, DRIEAT ou DEAL ou CNRV | - Véhicule neuf des catégories internationales M, N, O (excepté un véhicule complet M1 ou N1) - Véhicule complet des catégories internationales M1 et N1 et véhicules à usage spécial M,N,O (Autocaravanes, ambulances et corbillards, véhicules blindés, véhicules accessibles en fauteuil roulant, autres) | Validité nationale. Procédure de reconnaissance possible par une autorité d'un autre Etat membre de l'Europe. |
| Réception à titre isolé                        | - arrêté du 19 juillet 1954 | DREAL, DRIEAT ou DEAL         | - Véhicule usagé des catégories internationales M, N, O,T, C et L | Validité nationale                                                                                            |
| Agrément de prototype                          | - arrêté du 19 juillet 1954 | CNRV                          | - Véhicule usagé des catégories internationales M, N, O | Validité nationale                                                                                            |

### Définitions
- Véhicule neuf : véhicule mis en circulation pour la première fois depuis moins de 6 mois, ou affichant moins de 6 000 km au compteur
- Catégories internationales : les catégories de véhicules sont définies à l'article R 311-1 du code de la route

### Jurisprudence
- Véhicules précédemment immatriculés dans un autre État membre , Arrêt C-150/11 du 06/12/2012 de la Cour de justice européenne (point 73) reconnaissant que le certificat d’immatriculation harmonisé doit être reconnu en vue de la nouvelle immatriculation d’un véhicule sans aucune autre mesure.
- SÉNAT Question écrite n° 5-97 du 1er septembre 2010 relative à la réception individuelle, sur le site du SÉNAT Belge.
- véhicule US précédemment immatriculé en Hollande - TA-Lyon-M.-B-A-28-janvier-2015, sur le site du Tribunal Administratif de Lyon.
- décision n° 423907 du 30 septembre 2019 du Conseil d’État statuant au contentieux qui abroge certaines dispositions de l'arrêté du 9 février 2009 relatif aux modalités d'immatriculation des véhicules, sur le site de legifrance.gouv.fr.